# Anales del Jardín Botánico de Madrid
Anales del Jardín Botánico de Madrid, (abreujat Anales Jard. Bot. Madrid), (Annals del Jardí Botànic de Madrid), és una revista científica il·lustrada amb descripcions botàniques que és editada pel Reial Jardí Botànic de Madrid. El seu primer número va aparèixer l'any 1941 i es continua publicant en l'actualitat. Els volums 10 al 35, dels anys 1951 a 1980, es van publicar amb el nom d'Anales Inst. Bot. Cavanilles.